# Die Chefs
Die Chefs waren eine deutsche Band aus Hamburg, die 1982 vom Komponisten und Sänger Patrick Heischrek gegründet wurde. 

## Geschichte
Die Chefs wurden der Neuen Deutschen Welle zugeordnet, doch hob sich ihr Sound durch die Instrumentierung mit Schlagzeug, Bass und Synthesizer vom Großteil dieser Stilrichtung ab. Ihre Texte waren ironisch und provokant. Der Sänger und Gründer Heischrek, der für Musik und Texte verantwortlich zeichnete, trug diese in einem extrovertierten und überspitzen Stil vor.
Texte wie Oberficker, Chauvinist und Softies sind Versager riefen die Frauenbewegung auf den Plan. So kam es, dass das Konzert der Chefs am 27. Mai 1982 im Hamburger Club Logo durch eine Demonstration verhindert wurde, die von der Frauengruppe des Hamburger AStA angeführt wurde. In einer gut vorbereiteten Aktion marschierten Hunderte von Frauen in Richtung Logo. Die Polizei musste das Gebiet rund um den Club weiträumig absperren. Die Musiker und Roadies wurden bedroht und konnten nach dem Essen nicht mehr ins Logo zurück, Presseleute wurden verprügelt und zur Herausgabe ihres Filmmaterials gezwungen. Der Sänger Patrick war die ganze Zeit im Logo und wurde durch den Hinterausgang in Sicherheit gebracht. Auftritte außerhalb Hamburgs verliefen friedlich.
Es folgte eine Verleumdungskampagne gegen die Band. Teile der Medien und der Frauenbewegung beschimpften sie als faschistisch und frauenfeindlich, was schließlich zum Beschlagnahmebeschluss ihrer einzigen Platte Keine Emotionen bitte durch das Amtsgericht Hamburg führte. Letztlich distanzierte sich auch der Verlag Gruner und Jahr, der die Veröffentlichungen der Chefs vertrieb, von der Band. Sämtliche Versuche der Chefs, in Gesprächen und Diskussionen in einen Gedankenaustausch mit der Frauenbewegung und den Medien zu treten, um Missverständnisse richtigzustellen, scheiterten. Die Band stellte noch 1982 ihre Aktivitäten ein.

## Diskografie
- 1982: Keine Emotionen bitte (Album, Risiko LP 296054-315; 1989 als CD)
- 1982: Trabant (Single, Ariola 104378)